# Cantone di Aubervilliers-Ovest
Il Cantone di Aubervilliers-Ovest era una divisione amministrativa dell'arrondissement di Saint-Denis.
È stato soppresso a seguito della riforma complessiva dei cantoni del 2014, che è entrata in vigore con le elezioni dipartimentali del 2015.
Comprendeva solo parte del comune di Aubervilliers.